# Landsorganisasjonen Sámiid Duodji
Landsorganisasjonen Sámiid Duodji är en intresseorganisation för norska sameslöjdare. Organisationen grundades 1979 och har sitt säte i Drag/Ájluokta i Hamarøy kommun i Nordland fylke i norra Norge.
Sámiid Duodji ansvarar bland annat för användningen i Norge av "duojimärket", det nordiska varumärket för handgjorda samiska hantverksprodukter. Den är en stiftarna till Stiftelsen Duodjeinstituhtta. 